# Augustin-Prosper Asselineau
Pour les articles homonymes, voir Asselineau.
Augustin-Prosper Asselineau, né le 6 décembre 1797 à Orléans (Loiret) et décédé le 30 novembre 1867 à Versailles, est un lieutenant-colonel français, auteur de plusieurs ouvrages.

## Biographie
Engagé volontairement dans le 22e régiment de chasseurs de Vendée en 1816, il fait carrière dans la cavalerie et gravit les échelons pour finir lieutenant-colonel et commandant de la citadelle de Belle-Île en 1858. 
Il occupe alors ses loisirs en écrivant sur des sujets militaires, cherchant entre autres à améliorer le sort des anciens militaires ; il le fait avec humour et parfois avec mauvaise humeur : De l’avenir des officiers retraités, 1861 et La position des anciens pensionnaires militaires, 1862. Il prend sa retraite en région parisienne en 1867 où il continue à promouvoir ses ouvrages jusqu'à son décès quelques mois après.
On lui doit  aussi Déshéritance, roman montrant des prêtres captant des héritages, qu’il fit suivre de pétitions au Sénat afin que la loi interdise aux prêtres de recevoir des dons des femmes et des vieillards.

## Œuvres
- De l’avenir des officiers retraités, 1861[3]

- La position des anciens pensionnaires militaires, 1862[3]

- Déshéritance, roman[3]